# 池田武憲
池田 武憲（いけだ たけのり）は、江戸時代前期の岡山藩士。番頭、中老、仕置家老。通称は三郎左衛門、兵庫、内膳。池田内膳家初代。

## 略歴
正保2年（1645年）、因幡国鹿野に池田輝澄の八男として誕生した。幼名は万千代。
父輝澄は播磨国山崎藩主であったが、寛永17年（1640年）お家騒動のため改易となり、甥の鳥取藩主池田光仲に預けられ、鹿野に堪忍料1万石を与えられていた。武憲は父の死後、寛文3年（1663年）に従兄の岡山藩主池田光政に仕え知行1000石。寛文9年（1669年）に1000石加増され番頭。天和3年（1683年）に1000石加増、元禄2年7月（1689年）にも1000石加増され、合わせて知行高4000石。仕置家老となる。任期中は対立する津田永忠の追放を画策した。元禄8年（1695年）7月22日没。享年51。

## 系譜
家督を継ぐ男子が居ないため、元禄9年（1696年）に旗本池田政武の四男政矩が養子入りし名跡を継ぐも、宝永2年（1705年）池田政因に養子入りのため離籍した。その後に養子入りした善太郎（池田軌隆の長男）、豊次郎（池田綱政の十八男）、亀治郎（軌隆の次男）も相次いで他家（屋形池田家、生坂池田家、天城池田家、鴨方池田家）に養子入りのために離籍した。享保3年（1718年）、家老日置忠明の子森臻（勘解由）が養子入りして名跡を継ぐこととなった。
なお、武憲五女通子は番頭土肥貞平に嫁ぎ、有職故実家の土肥経平を産んでいる。
- 父：池田輝澄（1604年 - 1662年）
- 母：不詳
- 正室：厚子 - 熊沢蕃山次女
- 生母不明の子女
  - 五女：通子 - 土肥貞平室
- 養子
  - 男子：池田政矩（1686年 - 1732年） - 後の政職、池田政武四男
  - 男子：池田善太郎（1704年 - 1748年） - 後の政晴、池田軌隆長男
  - 男子：池田豊次郎（1706年 - 1766年） - 後の政純、池田綱政十八男
  - 男子：池田亀治郎 - 後の輝言、池田軌隆次男
  - 男子：池田森臻（1696年 - 1770年） - 日置忠明四男